# Nadagarodes
Nadagarodes is een geslacht van vlinders van de familie spanners (Geometridae), uit de onderfamilie Ennominae.

## Soorten
- N. camura Joicey & Talbot, 1917
- N. duplicipuncta Warren, 1899
- N. flavipectus Warren, 1899
- N. mysolata Walker, 1866
- N. purpuraria Warren, 1905
- N. regula Prout, 1927
- N. simplex Warren, 1907
- N. sordida Warren, 1896
- N. subpulchrata Warren, 1902
- N. tentilinea Prout, 1926
- N. tumida Warren, 1907